# Reinwardtia indica
Reinwardtia indica är en linväxtart som beskrevs av Barthélemy Charles Joseph Dumortier. Reinwardtia indica ingår i släktet Reinwardtia och familjen linväxter. Inga underarter finns listade i Catalogue of Life.